# Accademia di architettura (Berlino)
L'Accademia di architettura di Berlino (in tedesco: Bauakademie) era uno degli edifici ottocenteschi più importanti della città tedesca, sede della prestigiosa scuola che portava lo stesso nome.
Le soluzioni scelte per questo palazzo furono prese come spunto dall'architettura razionale del Novecento, anche se esso venne eretto già nel 1832. Si tratta dell'opera più innovativa dell'architetto tedesco Karl Friedrich Schinkel. L'edificio scolastico in questione era peraltro destinato proprio all'accademia da lui stesso frequentata in gioventù.

## Descrizione dell'edificio

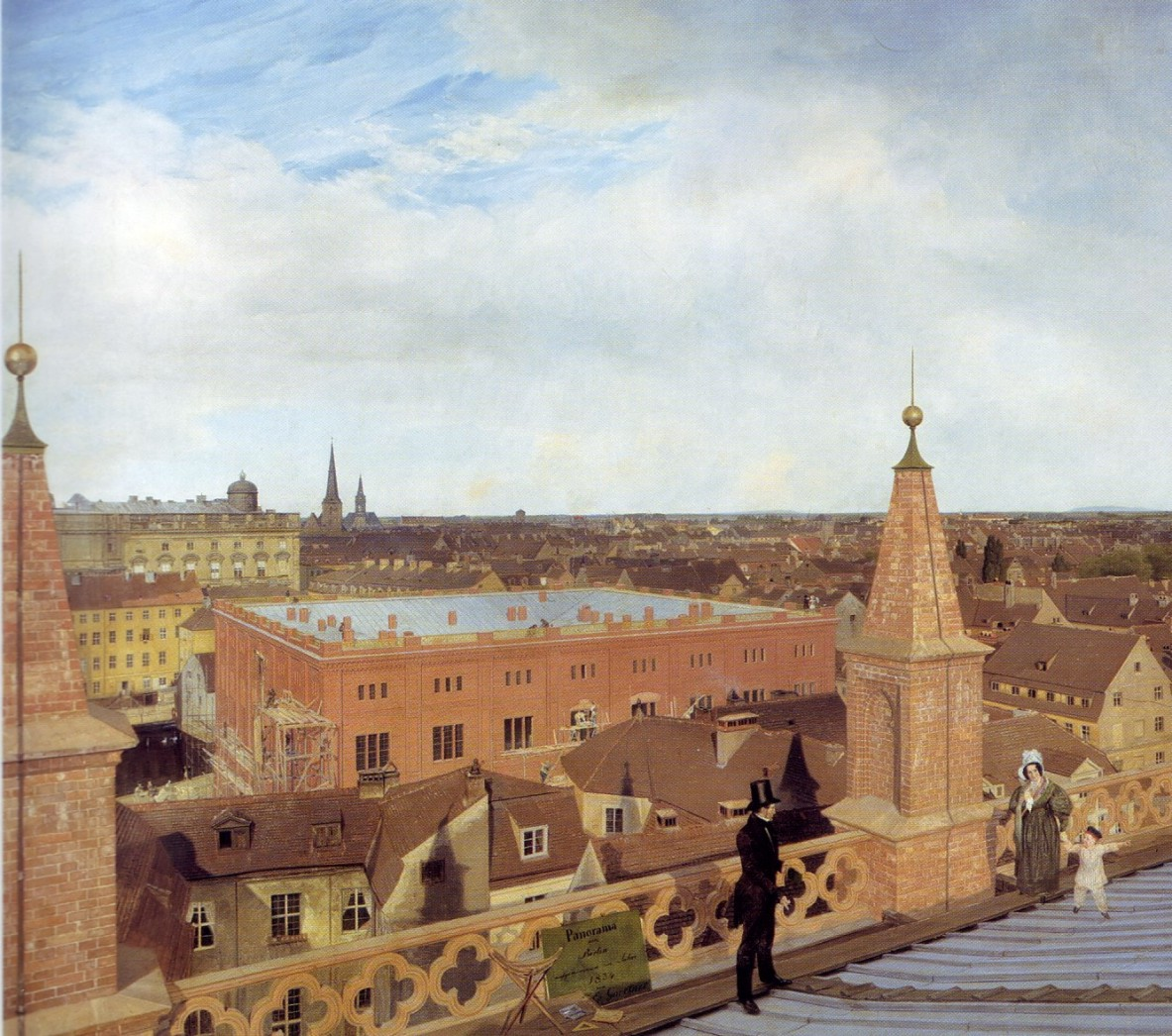
L'Accademia dell'architettura vista della terrazza della Friedrichswerdersche Kirche: gli spioventi del tetto della scuola erano orientati verso il centro, sicché l'acqua delle precipitazioni veniva deviata verso il cortile (Eduard Gaertner, Berlin-Panorama.)

Il palazzo è a pianta quadrata: ciascuna delle quattro facciate, quasi uguali tra di loro, è suddivisa verticalmente in otto campate grazie a nove pilastri in muratura.
Questa struttura tradisce subito la divisione interna dell'edificio: la pianta dell'accademia è infatti a scacchiera. Essenzialmente, nove file di altrettanti pilastri formano lo scheletro dell'edificio e scandiscono la struttura della pianta, formata da 8x8 caselle; ciascuna delle 64 caselle che compongono la struttura base di ogni piano ha la larghezza e la lunghezza di 5,55 m. Lo schema è utilizzato in tutto il palazzo, tanto per la facciata quanto per la divisione degli spazi interni (che in genere occupano due o quattro caselle) e per la sistemazione del cortile (che occupa sei caselle). L'uso del ferro, all'epoca carissimo, è essenzialmente limitato al collegamento tra i vari pilastri.
Grazie all'apporto statico dei massicci pilastri esterni, Schinkel può alleggerire i muri del palazzo illuminandolo con ampie finestre a trifora con arco ribassato. Al di sopra del pianterreno, leggermente rialzato, si trovano altri due piani, la cui altezza si riduce verso l'alto. Il terzo piano risulta quindi decisamente minore (a mo' di mezzanino).
I pilastri esterni risultano prolungati verso l'alto per coronare l'edificio con un attico a balaustra che riprende la scelta fatta per le torri della chiesa vicina, la Friedrichswerdersche Kirche che, anch'essa un'opera di Schinkel, si trova chiaramente in rapporto di dialogo con il palazzo.

## Fonti di ispirazione
Per questo progetto a Schinkel riuscì di fondere le forme classiche a quelle gotiche. 
Durante i viaggi in Inghilterra, Schinkel aveva inoltre analizzato l'architettura nuda ed essenziale delle prime costruzioni tipiche dell'industrializzazione, restandone positivamente impressionato. Soprattutto i docks nei porti inglesi e le fabbriche (come quelle di prodotti tessili a Manchester) gli avevano dato lo spunto per nuove concezioni architettoniche. La costruzione dell'accademia riprendeva le strutture cubiche di questi edifici industriali nella loro semplicità ed essenzialità, ma le integrava in un concetto eclettico che citava tanto il gotico (assenza di muri portanti, ma solo pilastri, grandi finestre) quanto l'architettura classica (ornamenti, citazione libera del palazzo rinascimentale). Ne risultava un edificio sobrio e decorativo, che già da fuori mostrava chiaramente la sua struttura interna.
Inevitabilmente il palazzo suscitò delle critiche, dovute da un lato alla sua essenzialità, dall'altro semplicemente al colore rossiccio dei mattoni: insieme alla Friedrichwerdersche Kirche, l'Accademia dell'architettura significò, dopo una pausa di secoli, un ritorno alla nuda pietra di laterizio per l'impiego nell'architettura più rappresentativa. Fino ai tempi moderni, fu peraltro sempre un problema reperire tali materiali nella quantità e nel colore necessari tanto alla costruzione dei due edifici quanto al rinnovamento della chiesa in tempi recenti.

## La sorte del palazzo

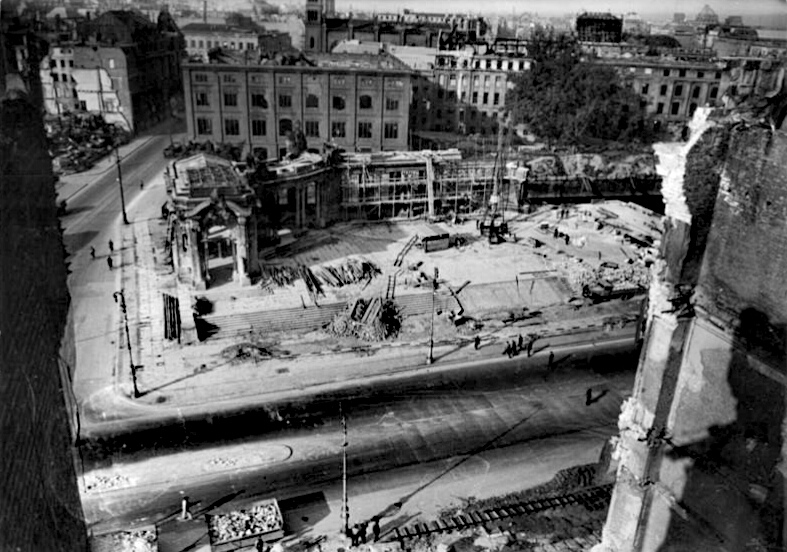
Sullo sfondo, l'accademia sventrata dai bombardamenti (1950)

L'accademia sorgeva in una zona strategica di primaria importanza per il centro di Berlino (oggi zona di Berlin-Mitte), vicinissima com'era a costruzioni di massimo prestigio come il Castello di Berlino.
Semidistrutto nella seconda guerra mondiale, il palazzo era destinato a far parlare di sé, anche in virtù della sua particolare posizione nel cuore di Berlino. Dopo l'avvio ai lavori di ricostruzione, l'accademia fu trascurata negli anni cinquanta e finì per essere abbattuta, nel 1962, dalle autorità della DDR, che costruirono al suo posto un edificio destinato a diventare la sede del Ministero degli affari esteri, un palazzo dall'architettura tipicamente socialista, mentre parte del materiale del palazzo abbattuto venne depositata poco lontano per il caso che l'edificio dovesse essere ricostruito per davvero. La decisione dell'abbattimento fu aspramente criticata: l'accademia era infatti un edificio molto amato e aveva decisamente segnato una tappa nella storia dell'architettura mitteleuropea. A detta degli oppositori, la DDR aveva voluto combattere la mentalità prussiano-borghese che le autorità volevano leggere nei concetti artistici di Schinkel, un architetto che sarebbe stato rivalutato dai socialisti solo negli anni ottanta, epoca in cui la chiesa adiacente di Schinkel veniva invece restaurata. Tali avvenimenti posero le basi per un'interpretazione anche politica del problema, che riguardava tanto la sorte del palazzo quanto l'utilizzo della sua area.
Dopo la riunificazione della Germania, l'edificio ministeriale della DDR venne a sua volta raso al suolo: anche questa misura suscitò alcune perplessità, dato che la costruzione non si trovava affatto in cattivo stato; inoltre non si sapeva se l'Accademia sarebbe mai stata ricostruita.
Dal 2004, in attesa di trovare una soluzione definitiva per l'area non edificata, un'impalcatura ricoperta da un gigantesco telo riproduce tutt'e quattro le facciate dell'accademia, dando un'idea di quel che era il suo ruolo urbanistico per il centro di Berlino. Nel 2018, comunque, il governo federale ha pubblicato un primo bando di concorso per la ricostruzione.

## Galleria d'immagini

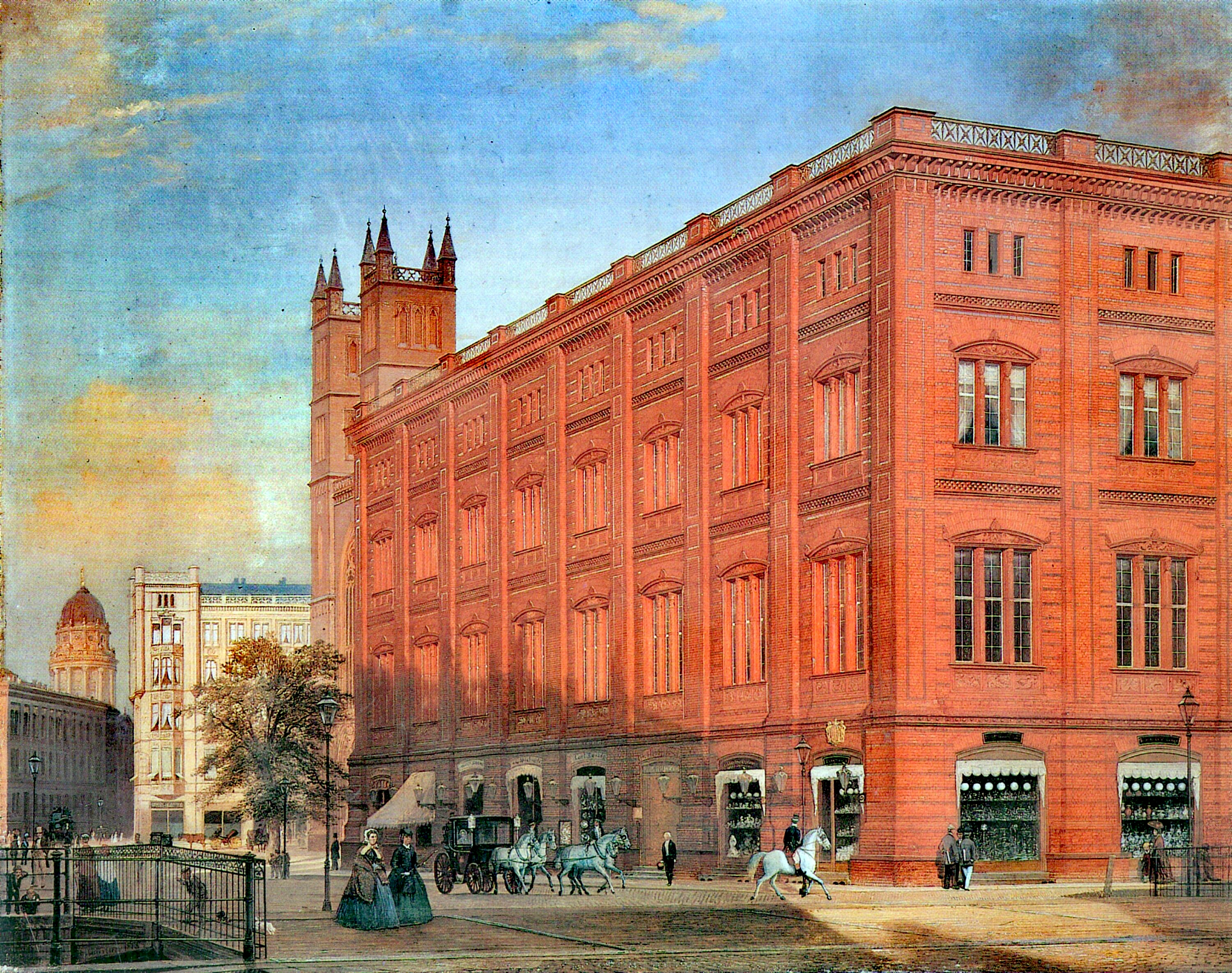
Eduard Gaertner, Bauakademie, olio su tela (1868). Dietro il palazzo, la Friedrichswerdersche Kirche
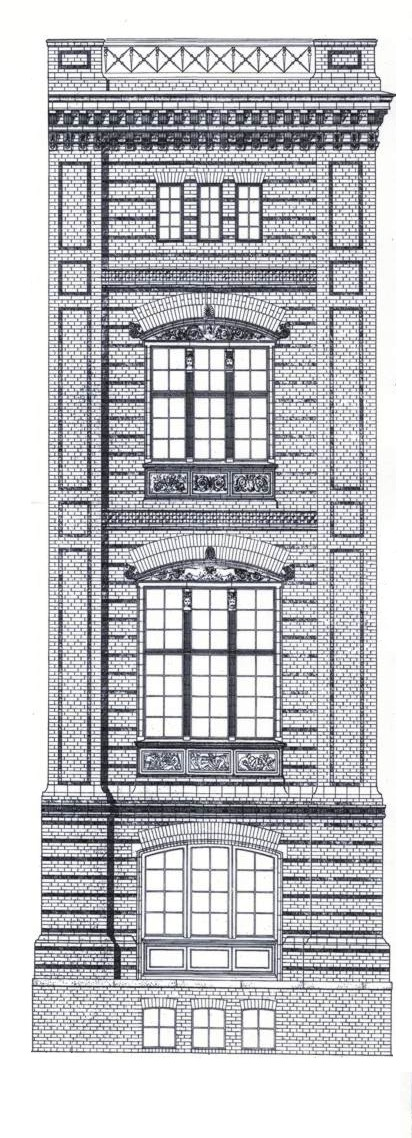
Campata, modulo da ripetere per la facciata
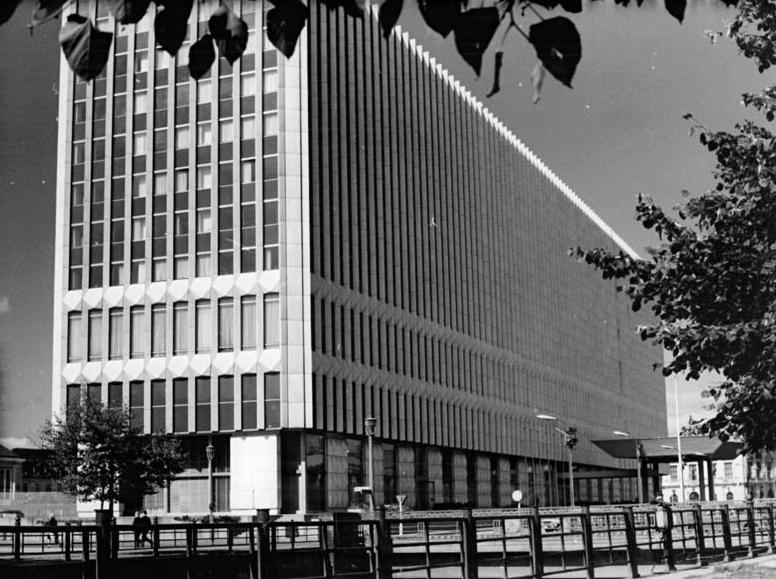
La sede del ministero degli esteri, costruita dalla DDR al posto dell'accademia
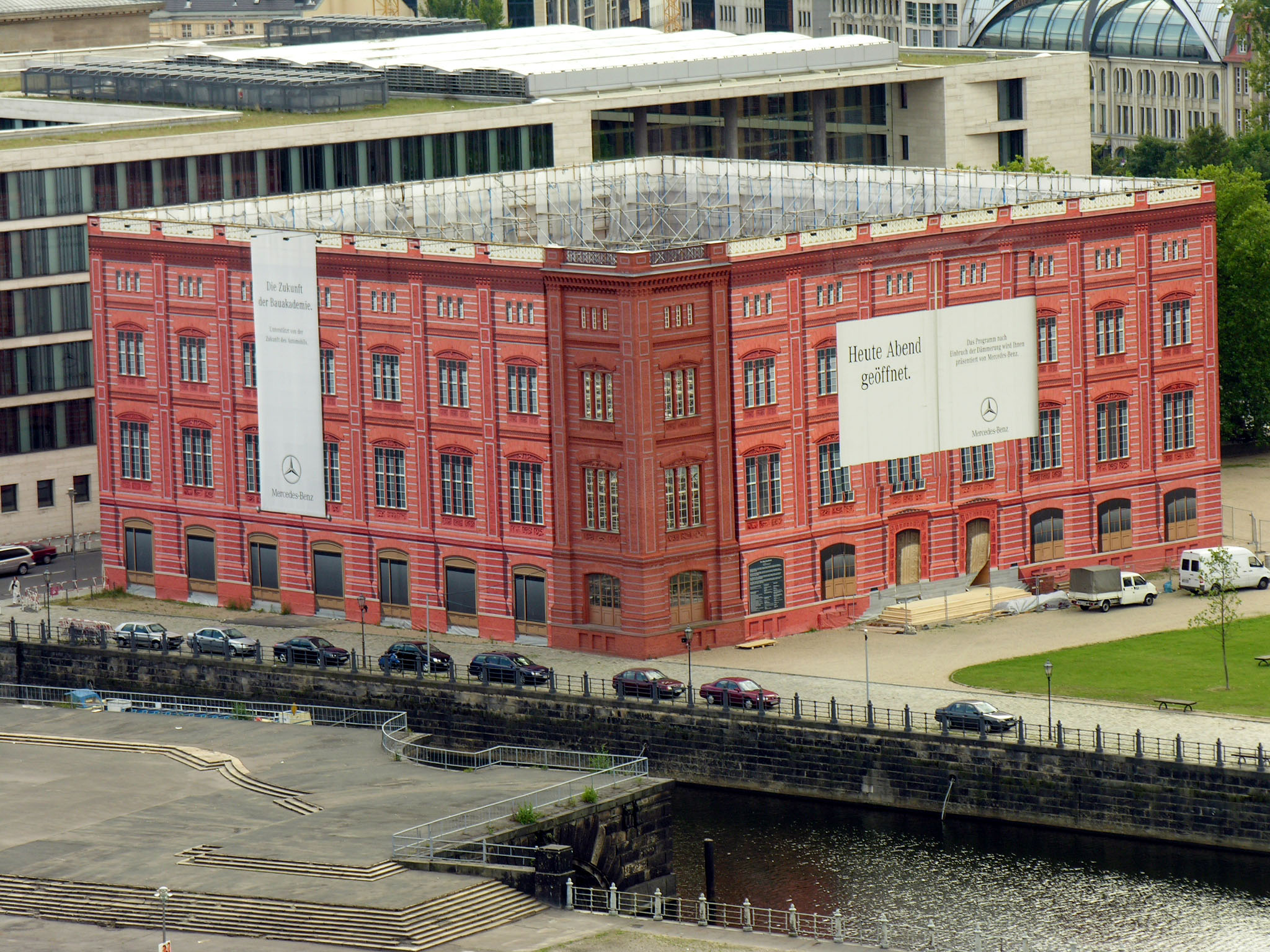
L'impalcatura agli inizi del nuovo millennio, dopo l'abbattimento del ministero del 1995-96